# Prophet River Wayside Park
Prophet River Wayside Park är en park i Kanada.   Den ligger i provinsen British Columbia, i den centrala delen av landet, 3 400 km väster om huvudstaden Ottawa. Prophet River Wayside Park ligger 577 meter över havet.
Terrängen runt Prophet River Wayside Park är kuperad åt sydväst, men åt nordost är den platt.Trakten runt Prophet River Wayside Park är nära nog obefolkad, med mindre än två invånare per kvadratkilometer.. Det finns inga samhällen i närheten.
I omgivningarna runt Prophet River Wayside Park växer i huvudsak barrskog.